# 8984 Derevyanko
8984 Derevyanko este un asteroid din centura principală de asteroizi.

## Descriere
8984 Derevyanko este un asteroid din centura principală de asteroizi. A fost descoperit pe 22 august 1977 la Observatorul de Astrofizică din Crimeea de Nikolai Cernîh. El prezintă o orbită caracterizată de o semiaxă mare de 2,65 ua, o excentricitate de 0,24 și o înclinație de 10,3° în raport cu ecliptica.